# Ново-Барсуково
Ново-Барсуково — деревня в Меленковском районе Владимирской области России, входит в состав Денятинского сельского поселения.

## География
Деревня расположена на берегу реки Картынь в 12 км на северо-восток от центра поселения села Денятино и в 32 км на северо-восток от города Меленки.

## История
Сельцо Ново впервые упоминается в окладных книгах 1676 года в составе Папулинского прихода, в ней тогда был двор помещиков, двор приказчиков и 7 дворов крестьянских.
В конце XIX — начале XX века деревня входила в состав Папулинской волости Меленковского уезда, с 1926 года — в составе Муромского уезда. В 1859 году в деревне числилось 23 двора, в 1905 году — 36 дворов, в 1926 году — 58 дворов.
С 1929 года деревня входила в состав Абрамовского сельсовета Меленковского района, с 1940 года — в составе Папулинского сельсовета, с 2005 года — в составе Денятинского сельского поселения. 

## Население
| 1859 | 1905 | 1926 | 2002 | 2010 | 2021 |
| ---- | ---- | ---- | ---- | ---- | ---- |
| 142  | ↗213 | ↗266 | ↘5   | ↘4   | ↗12  |